# (21323) 1997 AZ3
(21323) 1997 AZ3 est un astéroïde de la ceinture principale d'astéroïdes découvert en 1997.

## Description
(21323) 1997 AZ3 a été découvert le 6 janvier 1997 à l'observatoire astronomique d'Ōizumi, situé à Ōizumi, dans la préfecture de Gunma, au Japon, par Takao Kobayashi.

### Caractéristiques orbitales
L'orbite de cet astéroïde est caractérisée par un demi-grand axe de 2,60 UA, un périhélie de 2,49 UA, une excentricité de 0,04 et une inclinaison de 15,47° par rapport à l'écliptique. Du fait de ces caractéristiques, à savoir un demi-grand axe compris entre 2 et 3,2 UA et un périhélie supérieur à 1,666 UA, il est classé, selon la JPL Small-Body Database, comme objet de la ceinture principale d'astéroïdes.

### Caractéristiques physiques
(21323) 1997 AZ3 a une magnitude absolue (H) de 13,9 et un albédo estimé à 0,036.